# 緣翼刺面介
緣翼刺面介（学名：Spinileberis marginocarinalis）为浪花介科刺面介屬下的一个种。